# Alejandra Torray
Alejandra Guerrero Torra, más conocida como Alejandra Torray (Madrid, 2 de julio de 1968) es una actriz española.

## Biografía
Hija de la actriz Nuria Torray y del director de escena Juan Guerrero Zamora. Educada, por tanto, en un ambiente escénico, estudia Historia del Arte, licenciándose en 1991 y debuta como actriz a los 22 años, con una adaptación de El marinero (1990), una historia de Fernando Pessoa por Carmen Martín Gaite.
Sobre los escenarios, ha intervenido en los montajes, entre otros, de Mi querida familia (1994), de Neil Simon, Y sin embargo te quiero (2008), de Miguel Murillo, con Ángeles Martín o El hotelito (2013), de Antonio Gala. Entre los autores clásicos del Siglo de Oro español pueden destacarse sus interpretaciones de Lope de Vega (El perro del hortelano, 1993), Agustín Moreto (El lindo don Diego, 2007) y Pedro Calderón de la Barca (Casa con dos puertas, mala es de guardar, 2007 y No hay burlas con el amor, 2008).
Su presencia en televisión ha sido habitual desde mediados de la década de 1990, con intervenciones destacadas en las series Compuesta y sin novio (1994), Médico de familia (1995-1996), SMS (2006-2007), Como el perro y el gato (2007), con Arturo Fernández o Fago (2008).
Asimismo, ha realizado trabajos como actriz de voz.

## Trayectoria teatral
- El marinero de Fernando Pessoa, en versión de Carmen Martín Gaite.1990.
- Pisito clandestino, de Antonio Martínez Ballesteros. 1990.
- El avaro de Molière. 1991.
- El perro del hortelano, de Lope de Vega. 1993.
- Mi querida familia, de Neil Simon. 1994.
- La importancia de llamarse Ernesto, de Oscar Wilde. 1995.
- El apagón de Peter Shaffer. 1996.
- Volpone, de Ben Jonson. 1997.
- El becerro de metal, de Emilia Pardo Bazán. 1998.
- Un espíritu burlón, de Noël Coward. 1998
- Ay caray, de Josep Maria Benet i Jornet. 1999.
- El burgués gentilhombre de Molière. 2002.
- La barca sin pescador, de Alejandro Casona. 2003.
- La cena del rey Baltasar, de Calderón de la Barca. 2004.
- Si te he visto no me acuerdo, de David Linsay-Abbaraire. 2004.
- La conversión de doña Bellida, de Manuel Criado de Val. 2004
- El lindo don Diego de Agustín Moreto. 2005.
- Casa con dos puertas, mala es de guardar, de Calderón de la Barca. 2007.
- La visita inesperada, de Agatha Christie. 2007.
- No hay burlas con el amor, de Calderón de la Barca. 2008.
- …Y sin embargo te quiero, de Miguel Murillo. 2008.
- El hotelito, de Antonio Gala. 2013.
- Calígula, de Albert Camus. 2014.
- La pechuga de la sardina, de Lauro Olmo. 2015

María Estuardo de Lope de Vega. 2018
Realidad de Benito Pérez Galdós. 2020-21